# Paul Ponomariov
Le Métropolite Paul (russe : Митрополит Павел, nom séculier Gueorgui Vassilievitch Ponomariov, russe : Георгий Васильевич Пономарёв) est un évêque de l'Église orthodoxe russe, métropolite de Kolomna (depuis 2021). Il a été primat de l'Église orthodoxe de Biélorussie de 2013 à 2020.

## Biographie
Il est né le 19 février 1952 à Karaganda (Kazakhstan) dans une famille d'ouvriers.
En 1973, il entre au Séminaire théologique de Moscou (situé à Zagorsk, aujourd'hui Serguiev Possad), qu'il termine en 1976. Le 17 décembre 1977 il est tonsuré moine à la Laure de la Trinité Saint Serge, et reçoit le nom monastique de Paul en l'honneur de l'apôtre Paul.
Le 5 mars 1978, l'archevêque Vladimir (Sabodan) l' ordonne hiérodiacre et le 6 mai de la même année, il est ordonné Prêtre (Hiéromoine).
En 1980, il soutient un doctorat en Théologie à l'Académie théologique de Moscou.
En juillet 1982, par décision du Saint Synode de l'Eglise orthodoxe russe, il est nommé chef adjoint de la Mission orthodoxe russe de Jérusalem, dont il deviendra le chef en 1986. En août 1986, le Patriarche Diodore de Jerusalem l'élève au rang d'Archimandrite.
En 1988, il retourne en Union soviétique et devient Père supérieur du Monastère de Pskovo-Pechersky, l'un des rares monastères à n'avoir jamais été fermé pendant la période soviétique. Il reste à la tête de ce Monastère jusqu'en 1992, lorsqu'il est choisi par le Saint Synode de l'Eglise orthodoxe russe pour devenir évêque.
Sa consécration épiscopale a lieu dans la Cathédrale de la Théophanie de Moscou le 22 mars 1992 et il est ensuite envoyé aux États-Unis comme administrateur des paroisses du Patriarcat de Moscou dans ce pays, ainsi qu'au Canada. Il reste à ce poste jusqu'en 1999, lorsqu'il est rappelé des Etats-Unis et nommé évêque orthodoxe russe du diocèse de Vienne et d'Autriche. C'est alors qu'il est à la tête de ce diocèse qu'il est élevé en 2001 à la dignité d'Archevêque.
En mai 2003, il est nommé archevêque de Riazan par le Saint Synode de l'Eglise orthodoxe russe, et est élevé à la dignité de Métropolite en 2011.
Par décision du Saint Synode du 25 décembre 2013, il est choisi comme Métropolite de Minsk et Primat de l'Eglise orthodoxe de Biélorussie, poste qu'il occupe jusqu'en 2020, lorsqu'il devient Métropolite de Krasnodar, dans le sud de la Russie.
Il est depuis 2021 Métropolite de Kolomna et membre permanent du Saint Synode de l'église orthodoxe russe.